# Challenger de Burdeos 2013
El torneo BNP Paribas Primrose Bordeaux 2013 es un torneo profesional de tenis. Pertenece al ATP Challenger Series 2013. Se disputó su 6.ª edición sobre polvo de ladrillo, en Burdeos, Francia entre el 13 y el 19 de mayo de 2013.

## Jugadores participantes del cuadro de individuales

### Cabezas de serie
| País               | Jugador                | Rank1 | Favorito |
| Bandera de Rumania | Victor Hănescu         | 54    | 1        |
| Bandera de Bélgica | David Goffin           | 59    | 2        |
| Bandera de Francia | Michaël Llodra         | 61    | 3        |
| Bandera de España  | Guillermo García-López | 68    | 4        |
| Bandera de Francia | Édouard Roger-Vasselin | 74    | 5        |
| Bandera de Francia | Paul-Henri Mathieu     | 75    | 6        |
| Bandera de Francia | Kenny de Schepper      | 85    | 7        |
| Bandera de Ucrania | Sergiy Stakhovsky      | 93    | 8        |
| ------------------ | ---------------------- | ----- | -------- |

- 1 Se ha tomado en cuenta el ranking del día 6 de mayo de 2013.

### Otros participantes
Los siguientes jugadores recibieron una invitación (wild card), por lo tanto ingresan directamente al cuadro principal:
- Pierre-Hugues Herbert
- Gaël Monfils
- Josselin Ouanna
- Florent Serra

Los siguientes jugadores ingresan al cuadro principal tras disputar el cuadro clasificatorio:
- Facundo Bagnis
- Pablo Carreño-Busta
- Jonathan Dasnières de Veigy
- Mikhail Kukushkin
- Michał Przysiężny (perdedor afortunado)

Los siguientes jugadores ingresan al cuadro principal como alternativos:
- Denis Kudla

## Jugadores participantes en el cuadro de dobles

### Cabezas de serie
| País                | Jugador              | País                    | Jugador                | Rank1 | Favorito |
| Bandera de Colombia | Juan Sebastián Cabal | Bandera de Colombia     | Robert Farah           | 97    | 1        |
| Bandera de Alemania | Christopher Kas      | Bandera de Austria      | Oliver Marach          | 114   | 2        |
| Bandera de Suecia   | Johan Brunström      | Bandera del Reino Unido | Ken Skupski            | 119   | 3        |
| Bandera de Francia  | Nicolas Mahut        | Bandera de Francia      | Édouard Roger-Vasselin | 125   | 4        |
| ------------------- | -------------------- | ----------------------- | ---------------------- | ----- | -------- |

- 1 Se ha tomado en cuenta el ranking del día 6 de mayo de 2013.

### Otros participantes
Los siguientes jugadores recibieron una invitación (wild card), por lo tanto ingresan directamente al cuadro principal:
- Marc Gicquel /  Romain Jouan
- Pierre-Hugues Herbert /  Nicolas Renavand
- Josselin Ouanna /  Laurent Rochette

## Campeones

### Individual Masculino
- Gael Monfils derrotó en la final a  Michaël Llodra por 7-5,7-6(5).

### Dobles Masculino
- Christopher Kas  /  Oliver Marach  derrotaron en la final a  Nicholas Monroe  /  Simon Stadler por 6-2,4-6,[10]-[1]

- Datos: Q13218244